# Rodelinda (regina VII secolo)
Rodelinda (... – Pavia?, 700 circa) fu regina dei Longobardi nel VII secolo, quale moglie di Pertarito.

## Biografia
È ricordata da Paolo Diacono che, nella sua Historia Langobardorum, non specifica quando sposò Pertarito, re dal 661 al 662 e, in una seconda fase, dal 671 al 688. L'epigrafe funebre di suo figlio la dice discendente da un re, senza però specificarne il nome. Suo marito Pertarito salì al trono insieme al fratello Godeperto nel 661, ma nel 662 dovette fuggire dalla sua capitale, Milano e riparare alla corte del re degli Avari, poiché insidiato dal duca di Benevento Grimoaldo, proclamatosi re dei Longobardi, che aveva già ucciso Godeperto a Pavia. La fuga di Pertarito spianò la strada per l'ascesa al trono di Grimoaldo, che fece prigionieri Rodelinda, il figlio Cuniperto ancora bambino e la figlioletta; il nuovo re relegò entrambi a Benevento.
Rodelinda e Cuniperto rimasero confinati nel ducato di Benevento quasi dieci anni. Vissero la guerra fra il duca Romualdo I, figlio di Grimoaldo, e l'Imperatore bizantino Costante II, che assediò la città. In seguito trascorsero un periodo più tranquillo, probabilmente trattati con rispetto da Romualdo e da sua moglie Teoderada, cattolica come Rodelinda. Nel 671, alla morte di Grimoaldo, Pertarito rientrò in Italia dall'esilio e recuperò il Regno. Romualdo gli restituì subito Rodelinda e i figli, sancendo la pacificazione del regno longobardo dopo l'usurpazione di Grimoaldo ai danni di Godeperto e Pertarito. 
Oltre a Cuniperto, Pertarito e Rodelinda ebbero anche una figlia, Vigilinda, che andò in sposa a Grimoaldo II di Benevento, figlio di Romualdo I di Benevento e dunque nipote dello stesso Grimoaldo: un matrimonio che rafforzò ulteriormente la pacificazione tra la dinastia bavarese di Pertarito e Cuniperto e i duchi beneventani.
L'epigrafe di Cuniperto definisce inoltre Rodelinda "timoniera del Regno", evidenziandone il ruolo attivo nelle vicende politiche successive.
A Rodelinda Paolo Diacono attribuisce la fondazione della chiesa di Santa Maria alle Pertiche, presso Pavia, che dotò di una splendida decorazione. Rodelinda morì intorno al 700 e fu probabilmente  sepolta presso la stessa chiesa da lei fondata e non assieme al marito nella chiesa di San Salvatore.

### Fonti primarie
- (LA)  Paolo Diacono, Historia Langobardorum, in  Georg Waitz (a cura di), Monumenta Germaniae Historica, Hannover, 1878,  Scriptores rerum Langobardicarum et Italicarum saec. VI–IX, 12–219. Trad. it:  Paolo Diacono, Storia dei Longobardi, a cura di Lidia Capo, Milano, Lorenzo Valla/Mondadori, 1992, ISBN 88-04-33010-4. Testo disponibile su Wikisource.

### Letteratura storiografica
- Jörg Jarnut, Storia dei Longobardi, traduzione di Paola Guglielmotti, Torino, Einaudi, 1995  [1982], ISBN 88-06-13658-5.
- Franca Elo Consolino,La poesia epigrafica a Pavia longobarda nell'VIII secolo, in Storia di Pavia, vol. II, Pavia, Banca del Monte, 1987.
- Alberto Magnani, Le regine longobarde a Pavia. Alle radici della regalità femminile nell'Alto Medioevo, "Studi sull'Oriente Cristiano", 16/1, 2012.